# Maladera mussooriensis
Maladera mussooriensis är en skalbaggsart som beskrevs av Ahrens 2004. Maladera mussooriensis ingår i släktet Maladera och familjen Melolonthidae. Inga underarter finns listade i Catalogue of Life.